# Xenopeltis hainanensis
Il Xenopeltis hainanensis (Hu & Zhao, 1972) è un serpente della famiglia Xenopeltidae non velenoso che si trova in Cina e in Vietnam. È noto per le sue squame altamente iridescenti. Nessuna sottospecie è riconosciuta.